# 五藤正亮
五藤 正亮（ごとう まさすけ、1835年〈天保6年〉 - 1898年〈明治31年〉, Gotō Magobei Masasuke, 16th head of the Musō Jikiden Eishin-ryū）は、日本の武道師範。無双直伝英信流居合術第16代宗家。字は「孫兵衛」。無双直伝英信流道場再興の祖。

## 来歴

### 生い立ち
1835年(天保6年)、土佐国高知城下(現・高知県高知市)に生まれる。
居合を無双直伝英信流第15代宗家・谷村亀之丞自雄に師事し修行。

### 居合道場の再興

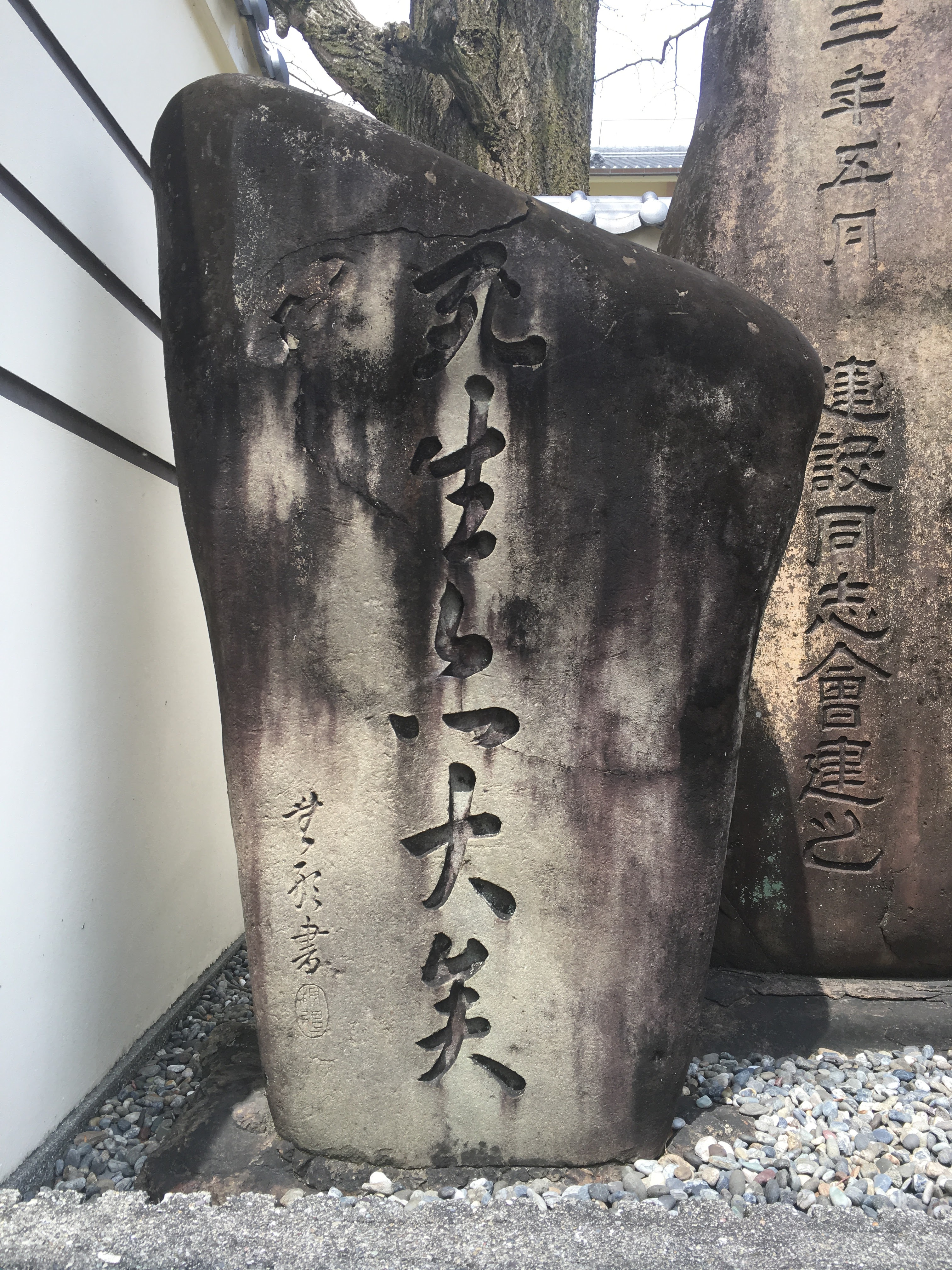
死生亦大矣碑（板垣退助揮毫）
無双直伝英信流居合術継承のため道場建設に尽力した板垣退助の功績を讃え後世忘却することの無いよう建てられた石碑
（高知・高野寺）

明治維新以後、廃刀令の煽りを受け剣道も居合も衰退し、また特に長谷川英信流居合は江戸時代藩外不出の「御留流(おとめりゅう)」で、町中に道場も無く、藩校の一部で伝えられたのみで、これを習った者が元々限られたのに加えて、廃藩置県後は藩の庇護も解かれ、存続の危機にあった。長谷川英信流の宗家・谷村家の親族であった板垣退助伯爵は、1893年(明治26年)、帰高の際に高知市材木町にあった「武学館」に招かれた際、長谷川英信流居合術と松嶋流棒術の由来と功績を述べ、これらの武術を後世に継承させるためには、適切な師範と道場が必要であるとその保護に関する弁舌を行い、適任者を衆に議した。詮議の結果、居合は無双直伝英信流第15代・谷村亀之丞自雄のもとで居合術を学んだ五藤孫兵衛正亮、棒術は新市町の横田七次が最も堪能であるとの意見を得、板垣は両氏に指南の旨を直接相談に赴いた。両氏より快諾の旨を得た板垣は、さらに高知の素封家・竹村与右衛門の援助を受けその敷地の一角に道場を建設させ、これらの振興につとめた。五藤正亮は名実ともに居合術の普及に努め子弟を育成。その後、正亮の居合の修養深きを知った高知県立第一中学校(のち「高知県立高知城東中学校」と改称, 現校名・高知県立高知追手前高等学校)校長・渋谷寬は「居合術が身心鍛錬に特効がある」として正亮を学校に招聘し生徒たちに指導させた。
1898年(明治31年)歿。享年64歳。

## 著名な門人
- 大江正路（無双直伝英信流居合術第17代宗家）
- 森本兎久身（海軍大佐）
- 田口刺戟（海軍大佐）
- 坂本政右衛門（陸軍中尉）

## 補註
1. 1 2 3 4 5 6  『英信流居合と板垣伯』岡林九敏著(所収『土佐史談』第15号)
2. ↑  『師伝芥考・土佐の英信流』岩田憲一著、1984年(昭和59年)
3. 1 2 3 4  『高知日日新聞』1936年(昭和11年)7月24日号による。
4. ↑  『高知日日新聞』1936年(昭和11年)7月24日号「御維新後、欧州文明の流入に伴ひ古来の日本武道は漸く地に墜ちんとするに至り、当流も同様衰微の一途を辿った。時に明治26年板垣伯歸省せられて土佐居合の全國無比なること並にこれが復活の志を説かれてより、谷村派の蘊奥を究めたる五藤正亮を、材木町新築道場に迎へて一般に指導を乞ふことゝなった。五藤はこれより追手筋共立学校に於て主として中学生を教授せられたが、當時の愛弟子には、森本兎久身(海軍大佐)、坂本政右衛門(陸軍中尉)、田口刺戟(海軍大佐)など諸氏がゐる。森本兎久身は、明治30年五藤正亮の允許を得て上京有信館の門を叩いた。師範根岸信五郎は森本の居合を見て「海内無雙也」と激賞せられた。明治31年五藤正亮歿後は同派の谷村樵夫が専ら指導の任に當たつた」より。
5. ↑  『英信流居合と板垣伯』岡林九敏著(所収『土佐史談』第15号)「明治26年、板垣伯帰高せられし際、伯(板垣退助)は谷村家と親戚にて武道の嗜み深く其の精髄を会得されて居らるゝ事とて、同志の者が当時材木町にあった武学館に伯を招待し一場の講話を希望致せしに、伯は「千早振る神の勲功われ受けて、萬代までも傳へ残さむ」と林崎神助源重信の詠める歌を引き、土佐に於ける英信流居合術および松嶋流棒術の功績を讃えて其の廃絶を惜しまれた。「…特に居合の如きは今や刀を抜く事もなき時代とて、今にして其の技を誰か適任者をして継承させ後世に傳へねばならぬ」と弁舌せられ、而して「誰かその技を受け継ぎたる適任者はをらぬか」と問はれた。詮議の結果、居合は五藤孫兵衛正亮、棒術は新市町の横田七次が尤も修養深き事が判明し、伯より親しく両氏に子弟指導のことを相談され其の快諾を得るや、素封家として知らるゝ菜園場の竹村與右衛門氏に謀りて道場を建設せしめられ、共に此の処に於いて子弟を教導する事となりし。其の後、時の第一中学校長渋谷寬氏は居合術が心身鍛錬に特効あるを認め五藤正亮を聘して生徒指導の任に当たらしめた」より。
6. ↑  『板垣退助と英信流』広谷喜十郎著(所収『高知市広報 あかるいまち』2007年7月号)
7. ↑  この時、板垣退助より竹村に御礼として贈られた「死生亦大矣」の揮毫は、数少ない板垣退助の直筆史料で、板垣退助遺著『立国の大本』の冒頭に掲載されたほか、退助生家に建つ高野寺に複製された石碑が建立されている。退助は揮毫を依頼されてもほとんど断ったが、竹村が「板垣自筆の揮毫を」と所望し、強硬に粘ったため、退助が断り切れず書いたもので、現在確実に板垣退助自筆と判明している揮毫は2点しかないが、その一つである。もう一つは、明治4年（1871年）、武田信玄第三百回忌法要の際に、松本楓湖の画による武田二十四将の肖像が武田氏一族の菩提寺である甲斐恵林寺に奉納されたが、各武将の直系子孫が画賛を書くことになり、この時も断り切れず依頼されて退助は板垣信方の肖像画に直筆で画賛を書いた。松本楓湖の板垣信方肖像画は、数少ない板垣退助の直筆史料として、現在は財団法人歴史博物館信玄公宝物館の所蔵。
8. ↑  “『板垣精神 -明治維新百五十年・板垣退助先生薨去百回忌記念-』”.  一般社団法人 板垣退助先生顕彰会 (2019年2月11日). 2020年9月1日閲覧。